# Madsen M-47
Madsen M47 — це данська гвинтівка з ковзним затвором, розроблена під широкий спектр сучасних на той час військових патронів. M47 була останньою гвинтівкою з ковзним затвором, сконструйованою для використання в піхотних військах.  Також відома як «полегшена військова гвинтівка Мадсена моделі 1947 року» (так вона названа у каталогах)  або «гвинтівка ВМС Колумбії M1958». 

## Історія
Гвинтівку M47 розробив у 1947 році Данський промисловий синдікат під брендом Madsen з метою покращити своє економічне становище після Другої світової війни У 1951 гвинтівка була випущена на ринок.
Оскільки армія Данії була переобладнана американськими гвинтівками M1 Garand та M1917 Enfield , нову зброю планувалося продавати країнам Південної Америки та Азії, які не могли дозволити собі напівавтоматичні гвинтівки для своїх військових. В каталогах DISA зазначалося, що вона на замовлення неназваної тропічної країни зроблена такою, що підходить для солдатів порівняно невеликого зросту.  Однак на той момент численні армії розпродавали надлишки зброї після війни, і ринок був переповнений дешевими гвинтівками з ковзним затвором; до того ж центр інтересів військових змістився на напівавтоматичні та автоматичні гвинтівки. Тому попит на M47 гвинтівку виявився дуже низьким.
DISA уклала лише один контракт на виробництво нових гвинтівок — з армією Колумбії в 1958 році. Замовлення включало 8000 гвинтівок стандартної довжини під патрон .30-06 Springfield, з внутрішнім магазином на 5 патронів, разом з багнетами. Втім, в Колумбії ці гвинтівки майже не використовувалися і зрештою в 1960-х роках були продані до США для продажу цивільним особам.

## Опис
M-47 пропонувався у різних варіантах: під різноманітні військові патрони (зокрема, 7,62×51 мм НАТО і з різною довжиною ствола. Пропонувалися магазини ємністю на 5 і 10 патронів, включалася можливість додати оптичний приціл. 
Затвор поворотний з двома замикаючими виступами, розташованими в задній частині корпусу затвора. Бойові виступи затвора входять у вирізи, зроблені на внутрішніх стінках ствольної коробки відразу за корпусом магазина.  Рукоятка затвора при «безпечному» положенні запобіжника перекриває вид на прицільні пристосування, нагадуючи, що зброя не вистрілить  (передбачалося також, що це буде додатковим запобіжним заходом на випадок виходу запобіжника з ладу). 
Живлення здійснюється з цілісного нерозбірного коробчастого магазина на 5 патронів. Магазин перезаряджається зверху, коли затвор відкривається, за допомогою поодиноких патронів або з'ємних обойм. 
Прицільне обладнання складається із захищеної мушки та апертурного цілика, який регулюється за вітром і дальністю від 100 до 900 метрів. Для зменшення відбою гвинтівка оснащена вбудованим дульним гальмом і гумовим затильником прикладу. 